# ナーグール線
ナーグール線は、タミル・ナードゥ州ティルッチラーッパッリ県のティルッチラーッパッリ連絡駅から同州ナーガッパッティナム県のナーグール駅までを結ぶ、インド南部鉄道の鉄道路線である。

## 路線データ
- 路線距離：136km
  - ティルッチラーッパッリ・タンジャーヴール間 : 50km
  - タンジャーヴール・ティルヴァールール間 : 55km
  - ティルヴァールール・ナーグール間 : 31km
- 軌間：1676mm (広軌 : ティルッチラーッパッリ・タンジャーヴール間の一部列車が使用), 1000mm (狭軌)
- 駅数：29駅（起終点駅含む）

## 列車種別
普通列車、準急列車と、路線の一部に急行列車とカンバン急行が運行されている。
- 普通列車、ティルッチラーッパッリ・ナーグール間 : 872
- 普通列車、ティルッチラーッパッリ・タンジャーヴール間 : 717, 718, 829, 871, 874, 877, 878, 890, 891, 893, 894, 895, 896, 897, 898, 899
- 普通列車、ティルッチラーッパッリ・タンジャーヴール間 (タンジャーヴール・マイラードゥトゥライ線直通) : 827, 892
- 普通列車、タンジャーヴール・ティルヴァールール間 : 873
- 普通列車、タンジャーヴール・ナーグール間 : 875, 876
- 準急列車 (ラーメーシュヴァラム線およびヴィルドゥナガル・マーナーマドゥライ線直通、ヴィルドゥナガル・ナーグール間) : 6886
- 急行列車 (タンジャーヴール・マイラードゥトゥライ線およびチェンナイ・エルナークラム線直通) : 6177A, 6178A
- カンバン急行 (マイラードゥトゥライ・カーライックディ線およびナーグール線直通・ナーグール駅発着) : 6875, 6876

## 駅名及び停車駅
- 駅間所要時間は、タンジャーヴール以下は準急のもの。

| 駅名                                                | 駅間所要時間 | 普通 | ナ行普 | 準急 | 急行 | カ急行 | 接続路線等                                                        | 所在地                                       | 所在地 |
| --------------------------------------------------- | ------------ | ---- | ------ | ---- | ---- | ------ | ----------------------------------------------------------------- | -------------------------------------------- | ------ |
| ティルッチラーッパッリ連絡駅 (TIRUCHCHIRAPPALLI JN) | --           | ●    | ●      | ●    | ●    |        | ラーメーシュヴァラム線 (準急直通)・チェンナイ・エルナークラム線   | タミル・ナードゥ州・ティルッチラーッパッリ県 |        |
| ポンマライ駅 (PONMALAI)                             | 7分          | ●    | ●      | ●    | ●    |        |                                                                   | タミル・ナードゥ州・ティルッチラーッパッリ県 |        |
| マンジャッティダル駅 (MANJATTIDAL)                  | 3分          | ●    | ｜     | ●    | ｜   |        | 普通890, 891, 898, 899は通過                                      | タミル・ナードゥ州・ティルッチラーッパッリ県 |        |
| ティルヴェルンブール駅 (TIRUVERUMBUR)               | 5分          | ●    | ●      | ●    | ●    |        |                                                                   | タミル・ナードゥ州・ティルッチラーッパッリ県 |        |
| トンダマーンパッティ駅 (TONDAMANPATTI)              | 5分          | ●    | ｜     | ●    | ｜   |        | 普通891は通過                                                     | タミル・ナードゥ州・タンジャーヴール県       |        |
| チョーラーンガンパッティ駅 (SOLAGAMPATTI)           | 7分          | ●    | ｜     | ●    | ｜   |        |                                                                   | タミル・ナードゥ州・タンジャーヴール県       |        |
| アイヤナプラム駅 (AIYANAPURAM)                      | 7分          | ●    | ●      | ●    | ｜   |        | 普通878, 891は通過                                                | タミル・ナードゥ州・タンジャーヴール県       |        |
| プーダルール駅 (BUDALUR)                            | 5分          | ●    | ●      | ●    | ●    |        |                                                                   | タミル・ナードゥ州・タンジャーヴール県       |        |
| アラックディ駅 (ALAKKUDI)                           | 9分          | ●    | ●      | ●    | ｜   |        | 普通891は通過                                                     | タミル・ナードゥ州・タンジャーヴール県       |        |
| タンジャーヴール連絡駅 (THANJAVUR JN)               | 10分         | ●    | ●      | ●    | ●    |        | タンジャーヴール・マイラードゥトゥライ線 (普通827, 892、急行直通) | タミル・ナードゥ州・タンジャーヴール県       |        |
| マーリアンマンコーイル駅 (MARIAMMAN KOVIL)          | --分         | ●    | ●      | ｜   |      |        |                                                                   | タミル・ナードゥ州・タンジャーヴール県       |        |
| クディッカードゥ駅 (KUDIKADU)                       | 16分         | ●    | ●      | ●    |      |        |                                                                   | タミル・ナードゥ州・タンジャーヴール県       |        |
| サリヤーマンガラム駅 (SALIYAMANGALAM)               | --分         | ●    | ●      | ｜   |      |        |                                                                   | タミル・ナードゥ州・ティルヴァールール県     |        |
| アンマーペート駅 (AMMAPET)                          | 17分         | ●    | ●      | ●    |      |        |                                                                   | タミル・ナードゥ州・ティルヴァールール県     |        |
| コーイルヴェンニ駅 (KOYILVENNI)                     | --分         | ●    | ●      | ｜   |      |        | 普通875は通過                                                     | タミル・ナードゥ州・ティルヴァールール県     |        |
| ニーダマンガラム駅 (NIDAMANGALAM)                   | 17分         | ●    | ●      | ●    |      |        |                                                                   | タミル・ナードゥ州・ティルヴァールール県     |        |
| コラダーッチェーリ駅 (KORADACHERI)                  | 15分         | ●    | ●      | ●    |      |        |                                                                   | タミル・ナードゥ州・ティルヴァールール県     |        |
| ティルマティックンナム駅 (TIRUMATHIKKUNNAM)         | --分         | ●    | ●      | ｜   |      |        |                                                                   | タミル・ナードゥ州・ティルヴァールール県     |        |
| クリッカライ駅 (KULIKARAI)                          | --分         | ●    | ●      | ｜   |      |        |                                                                   | タミル・ナードゥ州・ティルヴァールール県     |        |
| ティルヴァールール連絡駅 (THIRUVARUR JN)            | 35分         | ●    | ●      | ●    |      | ●      | マイラードゥトゥライ・カーライックディ線 (急行直通)               | タミル・ナードゥ州・ティルヴァールール県     |        |
| アディヤッカマンガラム駅 (ADIYAKKAMANGALAM)         | --分         | ●    | ●      | ｜   |      | ｜     |                                                                   | タミル・ナードゥ州・ティルヴァールール県     |        |
| クードゥール駅 (KUTHUR)                             | 16分         | ●    | ●      | ●    |      | ｜     |                                                                   | タミル・ナードゥ州・ティルヴァールール県     |        |
| キーリュヴェールール駅 (KIZHVELUR)                  | --分         | ●    | ●      | ｜   |      | ｜     |                                                                   | タミル・ナードゥ州・ティルヴァールール県     |        |
| シッカル駅 (SIKKAL)                                 | --分         | ●    | ●      | ｜   |      | ｜     |                                                                   | タミル・ナードゥ州・ナーガッパッティナム県   |        |
| アンダナペーッタイ駅 (ANDANAPETTAI)                 | --分         | ●    | ●      | ｜   |      | ｜     |                                                                   | タミル・ナードゥ州・ナーガッパッティナム県   |        |
| ナーガッパッティナム駅 (NAGAPATTINAM)               | 19分         | ●    | ●      | ●    |      | ｜     |                                                                   | タミル・ナードゥ州・ナーガッパッティナム県   |        |
| ナーガッパッティナム海岸駅 (NAGAPATTINAM BEACH)     | --分         | ●    | ●      | ｜   |      | ｜     | 普通876は通過                                                     | タミル・ナードゥ州・ナーガッパッティナム県   |        |
| ヴェーリッパライヤム駅 (VELIPPALAIYAM)              | --分         | ●    | ●      | ｜   |      | ｜     |                                                                   | タミル・ナードゥ州・ナーガッパッティナム県   |        |
| ナーグール駅 (NAGORE)                               | 25分         | ●    | ●      | ●    |      | ●      | 普通列車運賃Rs. 24-                                               | タミル・ナードゥ州・ナーガッパッティナム県   |        |
| 駅名                                                | 駅間所要時間 | 普通 | ナ行普 | 準急 | 急行 | カ急行 | 接続路線等                                                        | 所在地                                       | 所在地 |